# Rugby Parabiago (féminines)
Le Rugby Parabiago est un club féminin de rugby à XV basé à Parabiago, en Lombardie. L'équipe évolue en deuxième division.
Les couleurs du club sont bleu et rouge. Son emblème est un coq.

## Histoire
Le club est fondé en 2010, d'abord voué au rugby à sept dont elle dispute la Coupe d'Italie. À partir de 2017, plusieurs clubs essaient d'unir leurs forces afin de monter une équipe de rugby à XV. En 2019, Parabiago s'allie au Mastini Rugy et les deux clubs donnent naissance aux Mastine Rugby Parabiago. Le club était censé faire ses débuts en Serie A lors de la saison 2019-20, un baptême gâché par la pandémie de Covid-19 puisque la saison est interrompue et annulée, ainsi que la suivante.
L'équipe doit donc attendre 2021-22 pour boucler sa première saison et à cette occasion elle termine en tête de la poule 2. Elle se qualifie pour le premier tour de barrage, celui qui détermine quelles équipes joueront en première division. Parabiago élimine le Riviera de Mira et gagne sa place en première division Eccellenza. Elle s'incline au second tour de barrage contre le CUS Torino.
La jeune équipe ne parvient pas à se maintenir et descend en deuxième division au terme de l'exercice 2022-23. Le club a donc l'honneur peu enviable d'être le premier relégué de l'histoire du rugby féminin en Italie.
Durant l'intersaison 2025, le club dévoile un projet de fusion de la section seniore avec celle de ses voisines du CUS Milano.

## Palmarès
| Saison    | Classement  | Compétition | Pts | MJ | V  | N | D  | Phase finale                                   |
| --------- | ----------- | ----------- | --- | -- | -- | - | -- | ---------------------------------------------- |
| 2021-2022 | 1er poule 2 | Serie A     | 45  | 10 | 9  | 0 | 1  | 2e tour de barrage (3-78 contre le CUS Torino) |
| 2022-2023 | 8e          | Eccellenza  | 4   | 14 | 1  | 0 | 13 | non qualifiées                                 |
| 2023-2024 | 2e poule 1  | Serie A     | 44  | 12 | 8  | 1 | 3  | non qualifiées                                 |
| 2024-2025 | 1er poule 1 | Serie A     | 49  | 10 | 10 | 0 | 0  | Finalistes (10-13 contre le Neapolis)          |